# Monumento a Niccolò Brenzoni
Il monumento a Niccolò Brenzoni è un'opera funebre situata nella chiesa di San Fermo Maggiore a Verona. Si tratta di un'opera firmata nella parte scultorea da Nanni di Bartolo e in quella pittorica da Pisanello e risale al 1426.

## Storia
Niccolò Brenzoni era un ricco cittadino veronese morto nel 1422. Per lui scolpì tra il 1424 e il 1426 un monumento funebre il fiorentino Nanni di Bartolo, mentre la parte pittorica nelle edicole laterali e in alto venne eseguita dal veronese Pisanello, che si firmò "PISANVS PINSIT". Si tratta della prima opera firmata nota dell'autore. La tradizione voleva che operasse prima lo scultore, poi il pittore, che doveva fare gli affreschi e dipingere le architetture. Alcuni ipotizzano che gli artisti si siano conosciuti in quest'occasione per volontà dei committenti, altri che si conoscevano già da un ipotetico soggiorno fiorentino di Pisanello nel 1423, al seguito di Gentile da Fabriano.
L'opera venne molto lodata da Vasari.
Il monumento subì nei secoli vari guasti, che i restauri moderni (uno del 1968) hanno ovviato solo per quanto fosse possibile. La parte inferiore destra venne distrutta probabilmente a fine del XVIII secolo o agli inizi del XIX, mentre nel 1831 andò perduto lo stemma affrescato della famiglia Brenzoni. Con il passare del tempo la superficie pittorica subì vari danni, soprattutto nella parte superiore, ma un'incisione di Pietro Nanin, pubblicata nel 1864, documenta abbastanza fedelmente la situazione prima del degrado.

## Descrizione
Lo schema del monumento è tipicamente veneziano, con analogie con la tomba del doge Marco Corner, come nel drappo appeso dietro al monumento, o alla tomba del doge Michele Morosini, mentre fece da ispirazione per il monumento a Cortesia Serego.
Il monumento vero e proprio è composto da un sarcofago che viene illusionisticamente aperto da un angelo facendone uscire il Cristo risorto. In basso si trovano quattro guardie addormentate su un suolo roccioso, secondo l'iconografia tradizionale della Resurrezione, affiancate da due figure femminili. In alto due angioletti scoprono il drappo formando una specie di tenda triangolare, sulla cui sommità si trova una scultura dell'Eterno, inserita in un baldacchino dipinto. Il monumento è inquadrato da una cornice rettangolare, fatta da una treccia in pastiglia, che ricama anche il profilo dei tendaggi. Entro la cornice, ai lati del tendaggio, si trovano l'Angelo Annunciante (sinistra) e la Vergine annunciata, raffigurata in un castello gotico. Oltre la cornice si dispiega una sorta di pergolato fantastico di graticci vegetali, culminante in due cuspidi ai lati, dove si trovano affrescate le figure degli arcangeli Michele e Raffaele, e al centro l'edicola, come di è detto, dell'Eterno. Nel pergolato si trovano vari animaletti e specie vegetali, con le foglie che presentano delicate tonalità di verde che variano a seconda della luce. In basso si vedono del colombi, dal soffice piumaggio, mentre sullo sfondo sono inseriti dei pavoni (dei quali restano dei disegni al Cabinet des Dessins del Louvre), tutti dipinti con la massima cura naturalistica, tipica dell'artista.
Il paesaggio che si snoda dietro la scena principale ricorda lo stile di Gentile da Fabriano. L'Angelo, a sinistra, presentava dei capelli estremamente vaporosi, realizzati come nel momento dell'atterraggio, e ali in blu di lapislazzuli (quasi nulla di tutto ciò è visibile a causa della caduta del colore e dell'ossidazione delle parti metalliche, che ora risultano essere nere); la Vergine, a destra, si trova entro un edificio con cupola dorata, con parti a rilievo; essa è incoronata da un'aureola punzonata e doveva avere il mantello azzurro chiaro; viene colta dall'angelo nel momento della preghiera e si trova affiancata da un cane con un ricco collare. L'interno della camera della Vergine viene reso profano da Pisanello con un letto profilato d'oro con cuscini, un tappeto orientale, un arazzo rappresentante una scena di corteggiamento, creando un ambiente cortese.

## Altre immagini

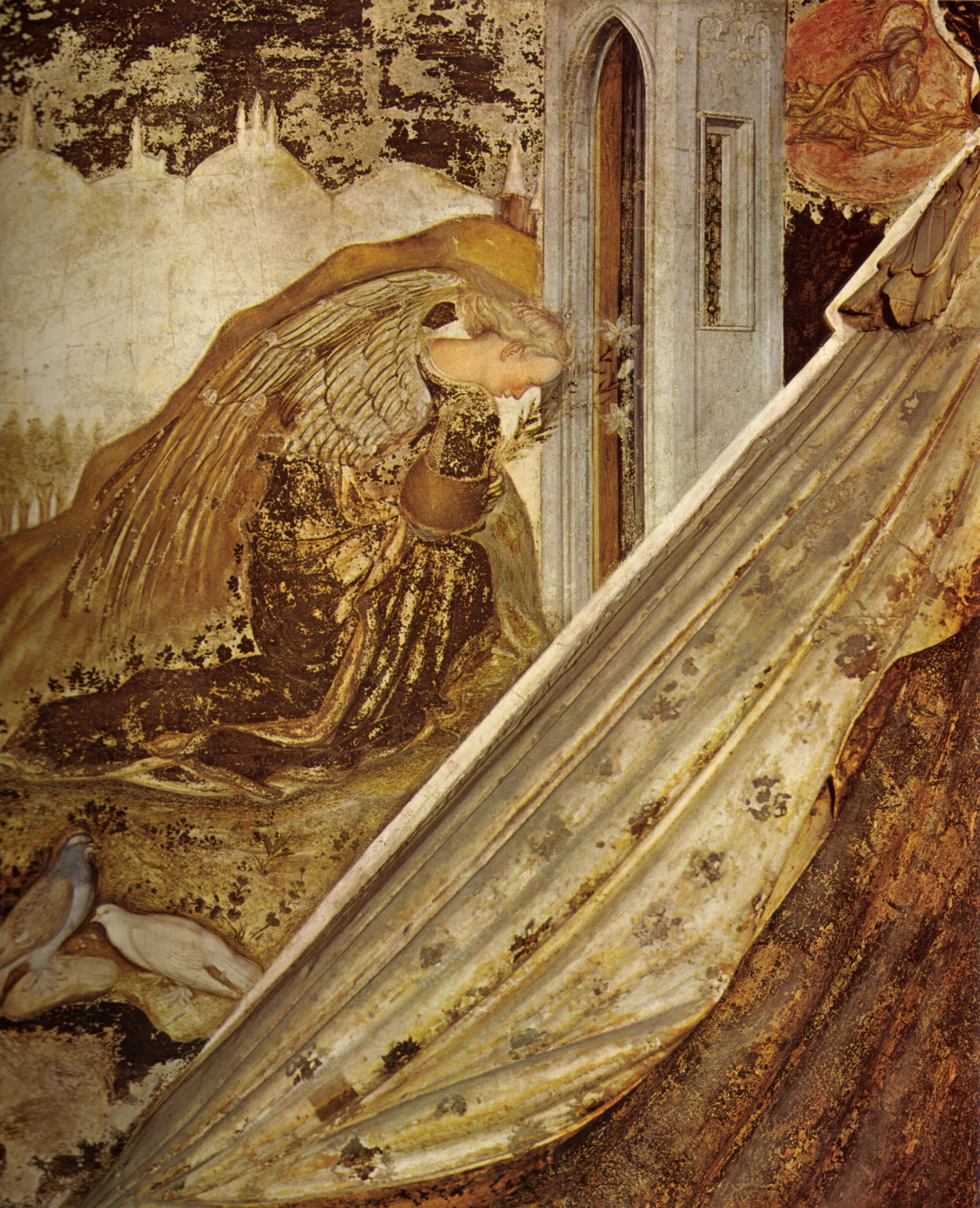
L'Angelo
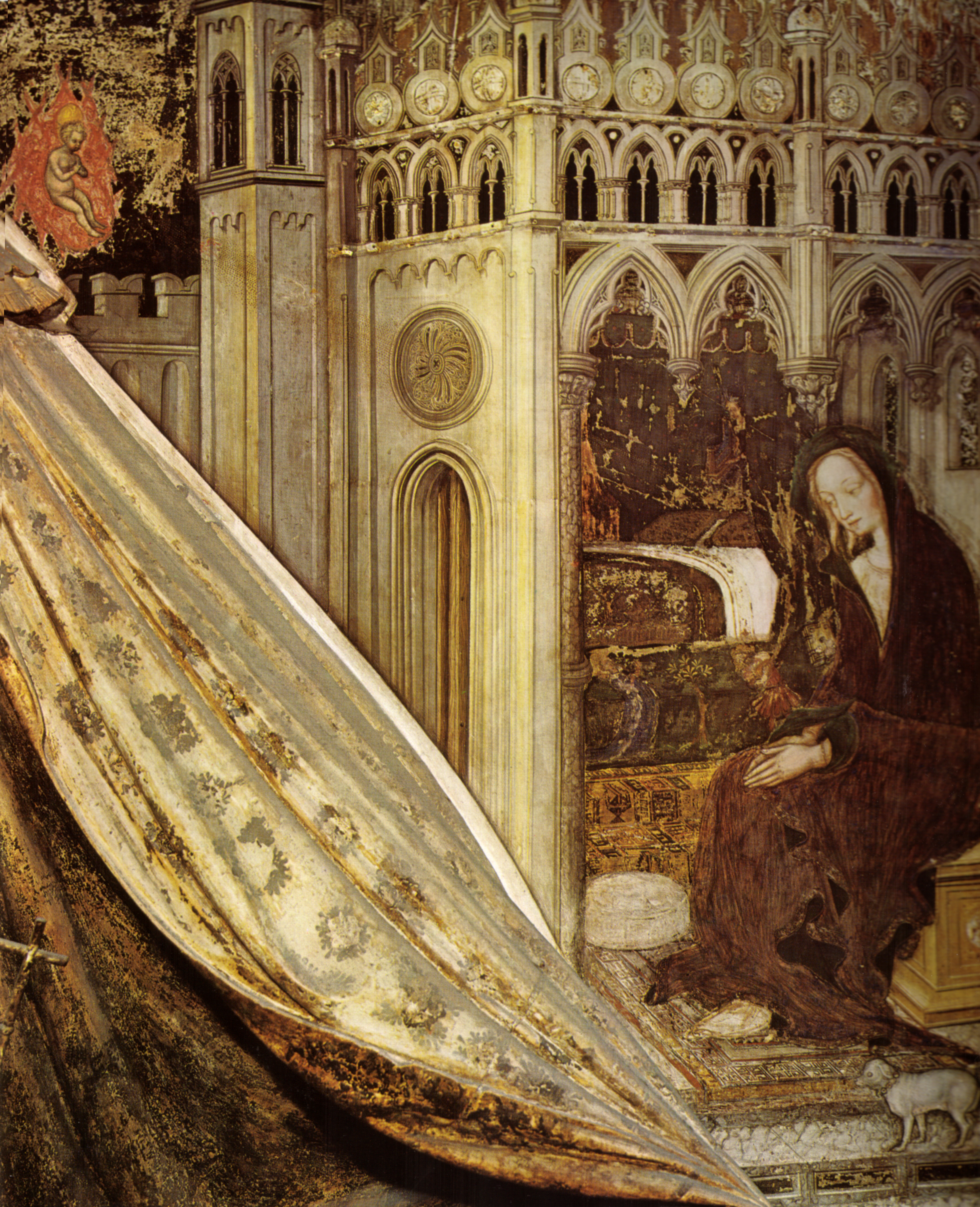
La Vergine
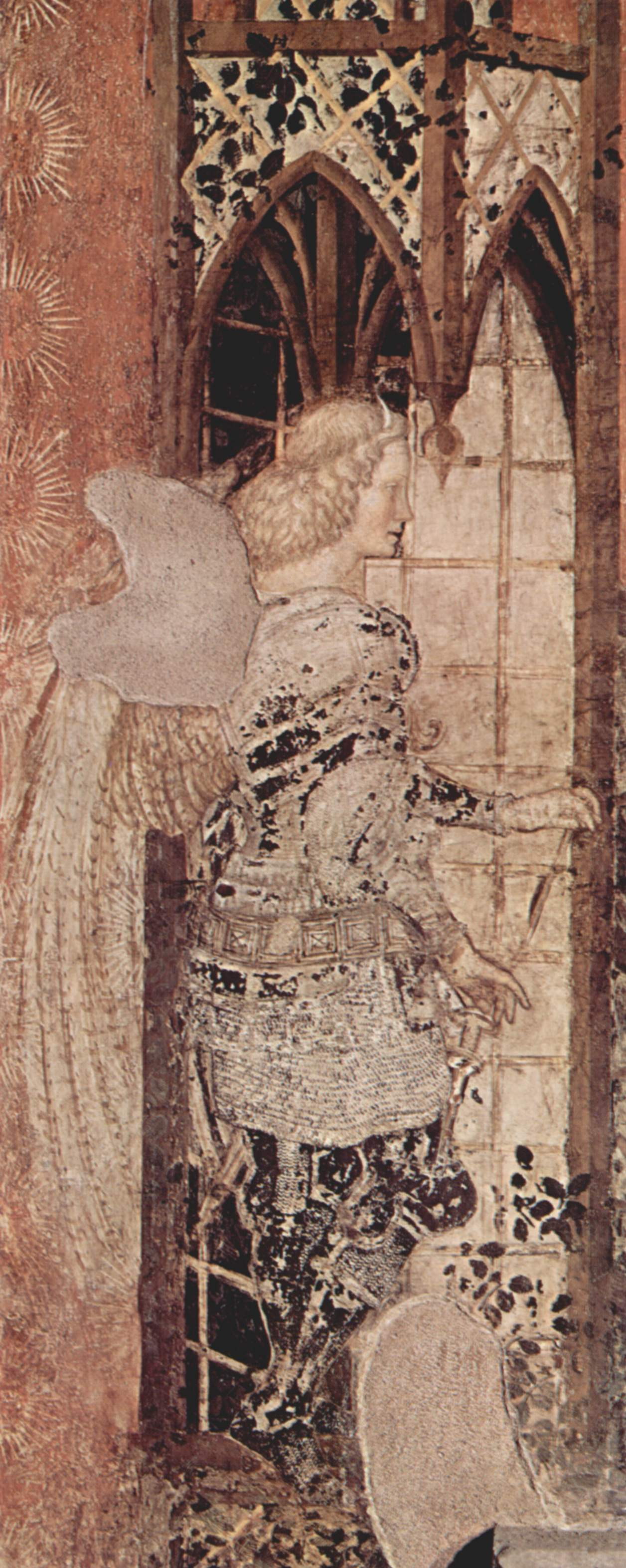
L'Arcangelo Raffaele
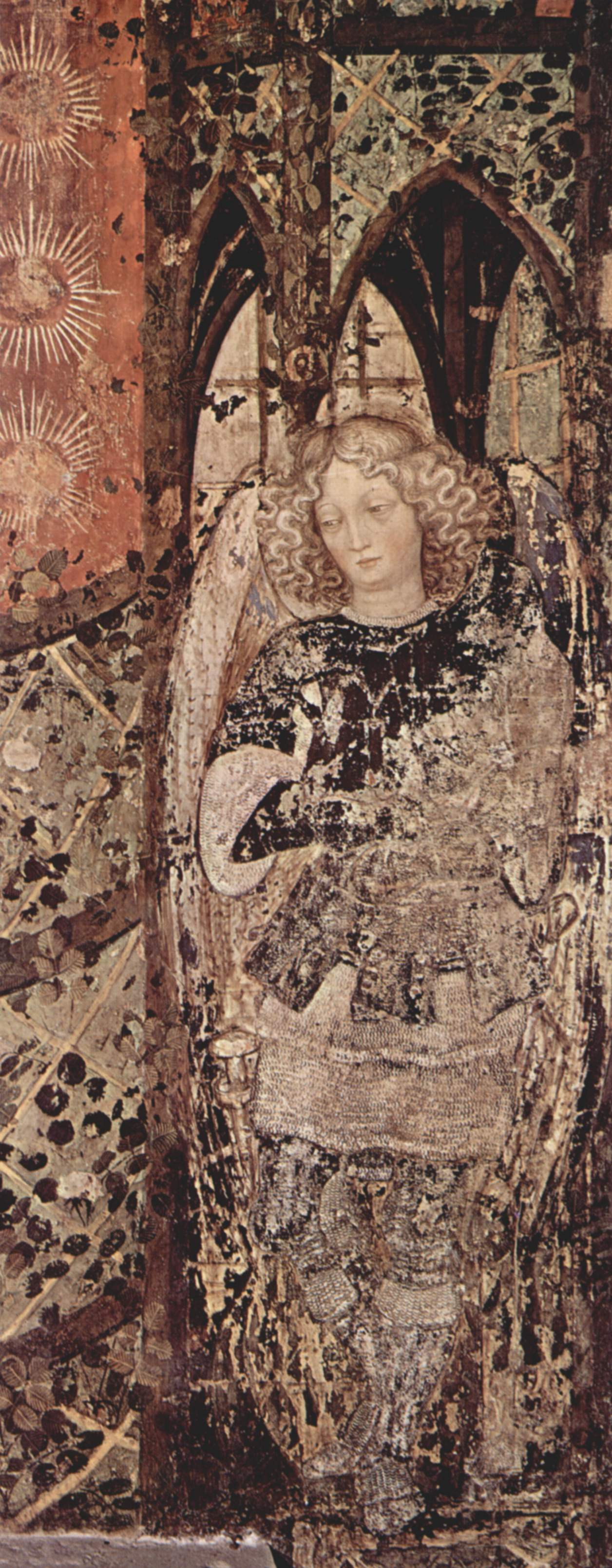
L'Arcangelo Michele